# زنبورهای کمیاب
زنبورهای کمیاب (نام علمی: Trigonalidae) نام یک تیره از راسته پرده‌بالان است.